# Силгайлис, Артур
Артур Михаил Силгайлис (латыш. Artūrs Mihails Silgailis; 13 ноября 1895, Добленский уезд, Курляндская губерния, Российская империя — 15 августа 1997, Торонто, Канада) — латвийский и германский военный деятель, оберфюрер СС, в годы Второй мировой войны — начальник штаба генерал-инспектора Латышского легиона СС Рудольфа Бангерского.

## Биография

### Ранние годы
Вырос в Риге. В 1912 г. окончил среднюю школу. Два года работал стажёром в бухгалтерском учете.

### Военная карьера
В 1914 г. добровольцем вступил в армию. В мае-сентябре 1915 г. прошёл ускоренный курс в Виленском пехотном юнкерском училище. Участник Первой мировой войны, офицер 426-го Паневежского пехотного полка, был награждён Орденом Святого Станислава 3 степени. В 1916 г. переведён в штаб командующего Балтийским флотом в Свеаборг.
После Октябрьской революции остался в Финляндии, в годы гражданской войны состоял в подпольной организации, боровшейся против большевиков. В 1918 г. переехал в Ригу, где вступил в ландесвер, позже был зачислен в отряд князя Ливена, в составе которого участвовал в боях в Курляндии и освобождении Риги от большевиков. Также служил в Северо-Западной армии генерала Юденича.
В конце 1919 г. перешёл в латвийскую армию, в звании капитана принял участие в сражениях в Латгалии, командовал 4-й ротой 12-го пехотного полка . В 1924 г. окончил по первому разряду 11-месячные курсы военной подготовки, в 1928 г. — курсы Военной академии. Служил адъютантом оперативного отдела штаба 1-й Курляндской пехотной дивизии, в 1931 г. занял должность помощника командующего 2-й Видземской пехотной дивизией. В 1934—1935 гг. командир 2-го батальона 6-го Рижского пехотного полка, подполковник. В ноябре 1935-марте 1936 гг. стажировался в Военной академии. С 4 октября 1939 г. начальник штаба 4-й Земгальской дивизии, полковник.
После присоединения Прибалтики Советским Союзом в 1940 г. был уволен из армии и выехал в Германию.

### Деятельность в Третьем рейхе
В Германии вступил в вермахт, также служил в звании зондерфюрера абвера. Принимал участие в боях на Ленинградском фронте. В 1942 г. был откомандирован в Латвию, где работал в оккупационной администрации. Один из создателей латышских добровольческих частей СС. 1 марта 1943 г. в звании штандартенфюрера войск СС был назначен начальником штаба 15-й гренадерской дивизии СС. Оберфюрер СС (9.11.1943). В мае 1944 г. фактически командовал 19-й дивизией СС. 6 июля 1944 г. переведён на должность начальника штаба генерал-инспектора Латышского легиона СС Рудольфа Бангерского. Участвовал в расформировании группы Яниса Курелиса.
В феврале-мае 1945 г. — вице-президент и глава военной комиссии организованного немцами Латвийского национального комитета.

### После войны
После капитуляции Третьего рейха попал в плен к англичанам, содержался в лагерях военнопленных в Германии и Бельгии, в 1948 г. был освобождён. Избежал выдачи СССР, переехал в Канаду. Являлся председателем эмигрантской организации «Ястребы Даугавы» и активным членом Канадской ассоциации офицеров запаса. Опубликовал множество статей по военной истории..

## Сочинения
- Kādēļ Latvija nevarēja pretoties // Daugavas Vanagu Mēnešraksts, 1959, Nr. 2.
- Latviešu leģions. Kopenhagena, Imanta, 1962.
- Pretestības kustība Latvijā lIdz 1950. gadam // Daugavas Vanagu Mēnešraksts, 1971, Nr. 3.
- Die Vorgeschichte der Entstehung der lettischen Legion im Zweiten Weltkrieg // Acta Baltica. — 1982. — Vol. 21.
- Latvian Legion. San Jose, James R. Bender Publishing Co., 1986.